# Carol al III-lea, Duce de Lorena
Carol al III-lea (18 februarie 1543 – 14 mai 1608), cunoscut drept cel Mare, a fost Duce de Lorena din 1545 până la moartea sa.

## Biografie
A fost fiul cel mare al lui Francisc I, Duce de Lorena și a soției acestuia, Cristina a Danemarcei. Mama lui a fost fiica cea mare a regelui Christian al II-lea al Danemarcei și a fost regentă pentru fiul său în timpul minoratului acestuia. 
În 1547, când Carol avea patru ani, străbunica paternă, Filipa de Gelderland, a murit lăsându-l moștenitor pe micul Carol.
S-a căsătorit cu Claude de Valois, prințesă a Franței, a doua fiică a regelui Henric al II-lea al Franței și a reginei Caterina de Medici. Ei au avut următorii copii:
- Henric al II-lea, Duce de Lorena (1563–1624) căsătorit cu Margerita Gonzaga
- Cristina (1565–1637), căsătorită cu Ferdinando I de' Medici, Mare Duce de Toscana
- Charles (1567–1607), Cardinal de Lorena și episcop de Metz (1578–1607), episcop de Strasbourg (1604–1607)
- Antoinette (1568–1610), căsătorită cu John William, Duce de Jülich-Cleves-Berg
- Anne (1569–1676)
- Francisc al II-lea, Duce de Lorena (1572–1632) căsătorit cu Christina de Salm
- Caterina (1573-1648), stareță de Remiremont
- Elisabeta Renata (1574–1635), căsătorită cu Maximilian I, Elector de Bavaria
- Claude, 1575-1576.

1. ↑  „Carol al III-lea, Duce de Lorena”, Gemeinsame Normdatei, accesat în 31 decembrie 2014
2. 1 2 3 4 5   http://genealogy.euweb.cz/lorraine/lorraine4.html, accesat în 20 ianuarie 2016 Lipsește sau este vid: |title= (ajutor)
3. ↑  Czech National Authority Database, accesat în 30 ianuarie 2023
4. ↑  Czech National Authority Database, accesat în 1 martie 2022